# 宮地眞理子
宮地 眞理子（みやち まりこ、1978年2月27日 - ）は、東京都出身の女優・女性タレント。身長165cm。ジールアソシエイツ所属。

## 人物
レースクイーン（全日本GT選手権、フォーミュラ・ニッポンなど）を経て、舞台、映画、ドラマなどで活躍。現在はTBS 「世界・ふしぎ発見!」のミステリーハンターを中心に活動しており、体当たりのリポートは高く評価されている。同番組では秘境、奥地と呼ばれる地域を訪れることが多く「秘境ミステリーハンター」と紹介されることがある。スペシャル回を除いた出演回数56回は歴代6位タイにあたる（2015年11月現在）。
趣味は映画鑑賞、ボディーボードで、女性向映画誌Pause（パウぜ）に連載を持っていたこともある。特技は新日本舞踊、合気道。また、スキューバダイビングのライセンスを取得している（BSAC ノービスI・IIダイバー）。ソフトボールが得意で、休日にはキャッチボールをしたり、バッティングセンターに出かけたりするとのこと。
現在は、友田安紀とコンビ「イチカバチカ」を結成し、コントを中心にお笑い芸人としても活動中。

## 出演

### テレビ番組
- 知ってる?（2001年、サイエンスチャンネル）
- ハート (テレビドラマ)（2001年、NHK）
- お見合い放浪記（2002年、NHK）
- 一攫千金夢家族（2002年、TBS）
- 世界・ふしぎ発見!（2002年 - 、TBS）
- 動物のお医者さん（2003年、テレビ朝日）
- 和泉教授夫妻シリーズ（2003年、テレビ東京）
- ああ探偵事務所（2004年、テレビ朝日）
- 笑ってうたって しあわせ家族（NHK高松放送局、香川県ローカル）
- 恋のから騒ぎ〜Love StoriesII〜「笑われる女」（2005年、日本テレビ）
- 病院のチカラ〜星空ホスピタル〜（2007年、NHK）
- 住人十色（2008年4月 - 、毎日放送）訪問者（不定期出演）
- 温泉へGo!（2008年、TBS）
- 警視庁失踪人捜査課（2010年5月、朝日放送）
- ゲゲゲの女房（2010年6月、NHK）
- 本日は大安なり（2012年、NHK） - 塚原愛 役
- 静岡発そこ知り（静岡放送） - リポーターとして不定期出演（準レギュラー扱い）

### CM
- カゴメ・夏しぼり（2007年）
- NTT DoCoMo（2005年）
- 東京海上火災保険（2004年）
- 再春館製薬所・ドモホルンリンクル（2004年）
- NTT東日本（2004年）
- マクドナルド（2002年）

### 映画
- 誘拐ラプソディー（2010年公開）
- 守護天使（2009年公開）
- TOKYO!「Interior Design」（2008年公開）
- ハート・オブ・ザ・シー ～A heart of the sea～（2003年公開、第一通信社）
- WASABI （2002年公開）
- 魔女の宅急便（2014年3月1日、東映） - シギ 役

### 舞台
- ROAD 地雷を踏んだらサヨウナラ（2003年）
- 地雷を踏んだらサヨウナラ（2001年、追加公演2003年）